# ガンデンポタン

ガンデンポタン
(チベット亡命政府)
Central Tibetan Administration(CTA)

国歌: 「偉大なるチベット国の国歌」
政府根拠地のあるダラムサラの位置

ガンデンポタンが「チベット」としている領域

ガンデンポタン（チベット文字：དགའ་ལྡན་ཕོ་བྲང; ワイリー方式：dga' ldan pho brang）は、ダライ・ラマを長とし、ラサを本拠として1642年に成立したチベットの政府。1959年、チベット動乱の際、ダライ・ラマとともにインドに脱出、現在はインドにあるチベット亡命政府として十数万人からなるチベット難民組織の頂点に位置する。

## 概略
ガンデンポタンは、1642年以来の伝統を持つチベット国家の中央政府としての正式名称であり、1959年以降は「チベット亡命政府 (チベット文字：བཙན་བྱོལ་བོད་གཞུང; ワイリー方式：btsan byol bod gzhung)」という亡命政府としてのチベット名や、Central Tibetan Administration（CTA）（中央チベット行政府）という英語名も併用されるようになった。ただし、2011年5月、亡命チベット人憲章（2011年）の発効にともない、これまで使用されていた「亡命政府」の通称が「チベット人民機構 (チベット文字：བོད་མིའི་སྒྲིག་འཛུགས; ワイリー方式：bod mi'i sgrig 'dzugs)」と変更された。また、印字等に使われていた「チベット政府ガンデンポタンབོད་གཞུང་དགའ་ལྡན་ཕོ་བྲང་ཕྱོགས་རྣམ་རྒྱལ་」の称号も、「真理に勝利あれ བདེན་པ་ཉིད་རྣམ་པར་རྒྱལ་གྱུར་ཅིག」に改訂された。
ガンデンポタンという呼称は、この政府がポタラ宮殿（1660年完成）に移転するまで本拠を置いていたデプン寺の「兜率宮殿」に由来する。ワイリー拡張方式によるチベット語表記では、dga' ldan pho brang。チベット政府としての正式呼称は「ガンデンポタン・チョーレーナムギャル（dga' ldan pho brang phyogs las rnam rgyal, 諸方に勝利せるガンデンポタン）」。下記の「国章」にも、2頭の雪獅子の足下の赤帯の上に、ウメ体で「諸方に勝利せるチベット政府ガンデンポタン(bod gzhung dga' ldan pho brang phyogs las rnam rgyal)」と記されている。
チベット亡命政府は、選挙を行ってトップの首席大臣を選出するなど民主的な制度を持ち、数ある難民社会の中でも異色の存在感を持っているとされる。

## 歴史
ガンデンポタンの組織は、時期によって変化がみられ、その首班は次のように変遷した。
1. 1642年 - 1720年　「ダライラマの財産管理や世俗業務の処理の担当者」という位置づけのデシーを首班とする。
2. 1720年 - 1727年　カロンと称する大臣たちの合議制の時代。
3. 1728年 - 1750年　ポラ家が世襲するジュンワン（郡王）を首班とする。
4. 1750年 - 1959年　ダライラマ（または摂政）の下で、俗人3名、僧侶1名のカロンからなる「カシャク」(内閣)を指導部とする。
5. 1959年 - 2013年　ダライラマ14世の下で、複数のカロンからなる「カシャク」(内閣)を指導部とする。
6. 2013年 - 現在　ダライラマに属していた政治上の権限が民選の「シキョン（政治最高指導者）」に移譲され、ダライラマは「チベットとチベット人の守護者にして象徴」と位置づけられる。政府機構は、シキョンのもと、「カシャク」を指導部とする。

ガンデンポタンの組織機構の変遷は、次のように時期区分できる。
1. ダライラマの下にハンとデシーが並立（1642年 - 1706年）
  1. ハンによるデシー打倒（1706年 - 1717年）
  2. ジュンガル軍の占領下（1717年 - 1720年）
2. 三閣僚（のち五閣僚）並立体制（1720年 - 1727年）
3. ジュンワン（郡王）政権（1727年 - 1750年）
4. カシャク制（1751年 - 2015年-   ）
  1. 4カロン制時期（1751年 - 1910年）
  2. ダライラマ13世の近代化とその後（1910年 - 1951年）
  3. 中国支配下のカシャク制（1951年 - 1959年）
5. 亡命政権時期（1959年 - ）

### 発足
デプン寺のダライ・ラマ5世の財務監ソナムチュンペルがオイラトのホショト部の指導者グシ・ハンと結び、グシ・ハンは1637年から1642年にかけてチベットの全域を平定、チベットの中枢部（ヤルンツァンポ河流域）がダライラマ領として寄進され、その統治機関としてガンデンポタンが発足した。1653年から1654年頃に編纂された法典には、チベットのハンと、ガンデンポタンの首班デシーが「ダライラマの下で『日月の一対』をなす」と描写されている。

### 近代以降
辛亥革命によって1912年に清国が滅亡し、その遺領の再配分が問題になった際、ガンデンポタンは、チベットの西南部（西蔵の部分）を実効支配し、チベット国家が中国とは別個の国家であることの確認や、清国の雍正帝に奪取されて以来、清国の隣接諸省に分属せしめられていたアムド、カム東部の回復を目指して中華民国と対決した。

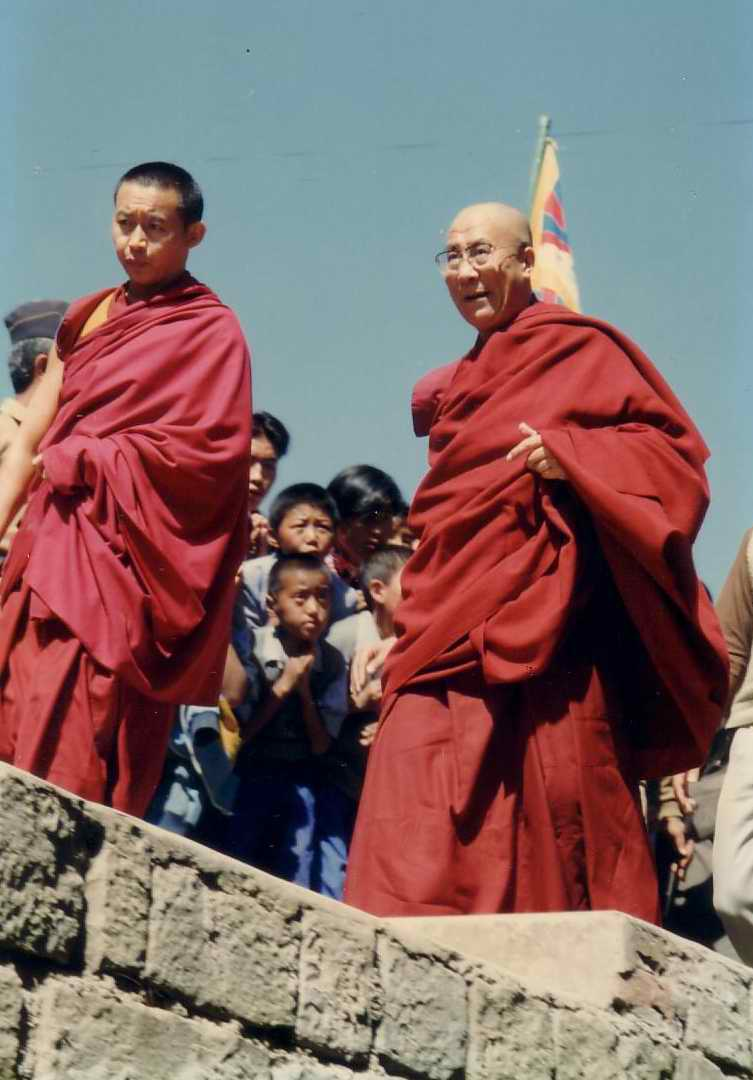
ダライ・ラマ14世

1949年、国共内戦に勝利して中国大陸を制覇した中国共産党政権は、「中国の領土を完成」させると称して人民解放軍を「西蔵」に侵攻させて全域を占拠、ガンデンポタンはこの軍事的圧力のもと、「十七か条協定」の締結を余儀なくされた。
この協定は、チベットと中国の当局者がチベットの地位に関して交わした取り決めとしては、吐蕃と唐によって締結された822年の講和・国境画定条約以来のもので、チベット国家の独立性とガンデンポタンによるチベット全土の統合を否定し、中国によるチベット併合を「祖国大家庭への復帰」と位置づけ、ガンデンポタンを「西蔵」部分のみの「地方政府」と位置づける内容を有し、1913年に「チベット・モンゴル相互承認条約」（蒙蔵条約）を締結して以来、歩調をそろえて中国からの圧力に対抗していたモンゴルとチベットの命運を決定的に分つものとなった。
1956年に漢族入植や社会主義政策の強要に反発しチベットの北部地域で住民らが蜂起したチベット動乱においては、カムパたちを主として組織された抗中ゲリラとは一線を画し、ゲリラからの武器や兵糧の提供要求を拒み、十七か条協定で確保された自治の枠組みを維持することにつとめたが、果たせなかった。

### チベット亡命政府の成立
チベット動乱が首都ラサに波及した1959年3月10日、ダライラマ14世はインドへ向けてノルブリンカ宮を脱出。国境の手前でチベット臨時政府の発足を宣言した後、インドに亡命した。一方、中国側は、中華人民共和国国務院総理の周恩来が「西蔵地方政府の廃止」を宣言した。中国共産党の支配を嫌って約8万人がチベットを逃れたと言われる。
同年4月29日、インド北部の丘陵地ムスーリーで新たに行政機構が再組織され、チベット亡命政府（中央チベット行政府 Central Tibetan Administration〈CTA〉）が発足した。1960年5月、亡命政府はダラムサラのガンジョン・キショッと呼ばれる地域に拠点を移した。

## ガンデンポタンの法規・組織

### カシャク制時期（1751-1910）

#### 法規
【固有法】
- 十三条法（刑法）
- 水晶の鏡（行政法）

【清朝制定の法】
- 欽定理藩院則例（巻60,61）（行政法）

#### 行政組織
ガンデンポタンは、従前より地方行政単位として、規模により大中小の3等級に分類されるゾン(rdzong)（清代の営、民国の県に相当）を設置、さらにその下方単位として国家直属・貴族領・寺院領の3種からなるシカ(gzhis ka)を置いた。ゾンは比較的人口の密集している地域に設置され、ガンデンポタンはその長官として1名または2名（2名の場合は僧1、俗1）のゾンプン(rdzong dpon)を任命して派遣した。
中華民国はゾンを「宗」、シカを「谿卡（谿）」、ゾンプンを「宗本」、行政実務を担当するその属僚たちを「爾」（書記に相当）、居勒爾（財務担当）などの文字を用いて音写した。

### ダライラマ13世の近代化（1913-1933）
英領インドにおける亡命生活を終えチベットに帰還したダライ・ラマ13世は、国家体制の近代化に邁進する。

#### 行政組織

##### チキャプ（基巧、総督）
ダライラマ13世は、大宗或いは重要拠点にはチキャプ（སྤྱི་སྐྱབས་基巧、総督）を設置し、3宗から5宗の行政を監督させた。
- ツァン・チキャプ（日喀則基巧、蔵区基巧）：1914年設置。17宗を管轄
- ドメー・チキャプ（多麦基巧、昌都基巧）：1918年設置。23宗を管轄
- チャン・チキャプ（霍爾基巧、絳曲基巧）：1916年設置。14宗を管轄
- ロカ・チキャプ（洛喀基巧、山南基巧）：1909年に設置。30宗を管轄
- タクコン・チキャプ（工布基巧、塔工基巧）：1913年に設置。9宗を管轄
- ギャンツェ・チキャプ（江孜基巧）
- ドモ・チキャプ（卓木基巧、亜東基巧）：卓木大宗のみを管轄。インドとの交易に関する徴税業務を担当
- ド・ガルプン（ガリ・ガルプン、堆噶本、阿里噶本）：11宗を管轄

##### 下部行政区画
1949年（民国38年）の西蔵地方の下部行政区画は下記の通り。
- 拉薩直轄区（2宗、16谿）
  - 宗：徳慶宗、東噶宗
  - 谿：蚌堆谿、南木吉才谿、聶当谿、列烏谿、折布林谿、洛麦谿、朗如谿、蔡谿、曲隆谿、扎什谿、扎谿、隆巴谿、昌谷谿、南木崗杰谿、江谿、吉崩堂谿

- 絳曲基巧公署（4宗、2谿）
  - 宗：黒河宗、朗如宗、申扎宗、朋己宗
  - 谿：当雄谿、白倉谿

- 洛喀基巧公署（15宗、7谿）
  - 宗：乃東宗、桑日宗、温宗、沃卡宗、隆子宗、拉加里宗、錯那宗、多宗、僧格宗、瓊結宗、扎嚢宗、桑耶宗、貢噶宗、加査宗、朗宗
  - 谿：哲古谿、達馬谿、拉康谿、扎期谿、堆谿、拉綏谿、古如朗木杰谿

- 日喀則基巧公署（17宗、12谿）
  - 宗：日喀則宗、南木林宗、定結宗、康巴宗、色仁孜宗、拉孜宗、協噶爾宗、昂仁宗、聶拉木宗、吉隆宗、宗噶宗、薩噶宗、帕里宗、仁布宗、白朗宗、江孜宗、彭錯林宗
  - 谿：蘭倫繞谿、拉布谿、嘉錯谿、領噶爾谿、金東谿、薩迦谿、定日谿、梅康薩谿、謝通門谿、打那仁欽孜谿、杜窮谿、汪丹谿

- 堆噶本（3宗）
  - 宗：噶大克宗、日土宗、達巴宗

- 昌都地区（23宗）
  - 宗：昌都宗、察雅宗、江卡宗、塩井宗、三岩宗、貢覚宗、左貢宗、八宿宗、桑昂曲宗、辺壩宗、洛隆宗、碩督宗、類烏斉宗、江達宗、鄧柯宗、丁青宗、色扎宗、尺牘宗、博徳宗、博麦宗、博翟宗、街頓宗、拉多宗

### 中国支配下のカシャク（1951-1959）
中国共産党は、1949年から1950年にかけて、馬歩芳の支配下にあったアムド地方（青海地方）や、西康省の名のもと劉文輝の統治下にあったカム地方の頭部を制圧したのち、いわゆる「西蔵和平解放」を発動、1950-51年にかけて、ガンデンポタンが実効支配しつづけてきたチベットの西蔵部分（ガリ地方・ウー・ツァン地方、カム地方西部）を制圧した。
ガンデンポタンに対し「西蔵地方政府」の名称を用いるとともに、西蔵を中国の行政機構に統合する準備を始め、1956年、ダライラマ14世を「委員長」とする西藏自治区籌備委員会を設置した。

#### 主な法規
- 十七か条協定

#### 行政組織
- 「西蔵地方政府」
- チャムド解放委員会

### チベット亡命政府の基本法規

#### 1961年版チベット憲法（暫定憲法）草案
1961年、ダライ・ラマ14世は、独立後のチベット国家の体制の概要を示すとともに、亡命チベット人社会を統治するためにチベット憲法草案（自由チベット憲法）を公布した。これは、1961年から1963年まで、チベット亡命政府の規範としての役割を果たした。
この最初の暫定憲法は亡命チベット人社会の圧倒的な支持を受けた。ただし、ダライ・ラマ14世自身が提案した「チベット人が望むならばダライ・ラマの権力を剥奪することができる」という条文だけは、亡命チベット人社会の受け入れるところとはならなかった。

#### 1963年版チベット憲法（暫定憲法）草案
1963年、チベット憲法草案（自由チベット憲法）の改訂が行われた。これは、1963年から1991年まで、チベット亡命政府の規範としての役割を果たした。

#### 亡命チベット人憲章（1991年）
1991年、チベット憲法草案（自由チベット憲法）とは別に、亡命チベット人憲章（1991年）が制定された。チベット憲法草案が将来の自由な祖国復帰の後に適用されるのに対して、亡命チベット人憲章は当面のチベット人亡命社会を統治する規範として定められたものである。これ以降、現在にいたるまでのチベット亡命政府と亡命社会は、この憲章にもとづいて統治されている。
亡命チベット人憲章は憲法草案再作成委員会によって案が作成され、亡命チベット人代表議会とダライ・ラマの承認によって1991年6月に発布された。これは、国際連合の世界人権宣言を遵守することを宣言し、チベット人に対する法のもとでの平等と人権と自由とを保証している。憲章は、司法・立法・行政の3組織の分権を明確に規定している。

#### 1992年版チベット憲法（暫定憲法）草案
1992年、チベット憲法草案（自由チベット憲法）が改訂された。これは、1961年版と1963年版の憲法草案を引き継ぎ、将来の自由なチベット国家の基本路線を示したものである。したがって、この憲法は未だ発効していない。
1992年の改訂の最も大きな点は、将来の自由チベットの元首に関する規定である。すなわち、1961年版と1963年版ではダライ・ラマを政治の実権を有する国家元首としていたのに対して、1992年版ではその権限は民主的な選挙によって選出される大統領に譲り渡すとしており、ダライ・ラマは国政の頂点から退くことが想定されている。
さらに、1992年版では、自由チベットが回復された際、亡命政府から正式なチベット政府に移行するまでの暫定期間の措置も定められている。たとえば、移行期間に入るとただちに暫定大統領が任命され、それまでダライ・ラマが保持していたすべての政治上の権力・責任を引き継ぐ。そして、新設された憲法制定議会がチベット憲法の正式な制定をおこなう。そして、その憲法に基づいてチベット国民議会と正式な大統領を選出する、などである。

#### 亡命チベット人憲章（2011年）
2011年3月、ダライ・ラマ14世は政治的立場からの引退を表明し、それにともなって亡命チベット人憲章（1991年）の改訂が発議された。同年5月28日、チベット亡命議会は憲章の改訂を決議、ダライ・ラマ14世の批准を得て、亡命チベット人憲章（2011年）が発効した。
亡命議会はダライ・ラマ14世に対して新体制のもとでも国家元首の地位につくことを希望したが、14世はこれを拒否した。これにより、新憲章ではダライ・ラマは「チベットとチベット人の守護者であり象徴」と規定された。
- 亡命チベット人憲章（1991年）で元首としてのダライ・ラマに付されていた諸権限は、首相や議会議長に移譲された。
  - 行政執行権、法律の承認権限は首相に移譲。
  - 中国政府との対話に臨む「ダライ・ラマ特使」の指名権はカロン・ティパ（首相）に移譲。
  - 亡命政府の外国代表部駐在者の任命権は首相に移譲。
  - 議会議長などの就任宣誓式へ立ち会う権限は亡命チベット最高司法委員会判事に移譲。

### チベット亡命政府の組織
チベット亡命政府は、1991年の亡命チベット人憲章に基づき、行政を担う内閣（カシャク）、民主的に選出される議会（亡命チベット代表者会議）、行政から独立した司法機関（亡命チベット最高司法委員会）などが整備されている。
- 象徴：ダライ・ラマ14世
- 政治最高指導者（シキョン）（「首相」「摂政」とも訳される）：ペンパ・ツェリン（英語版）（2021年就任）

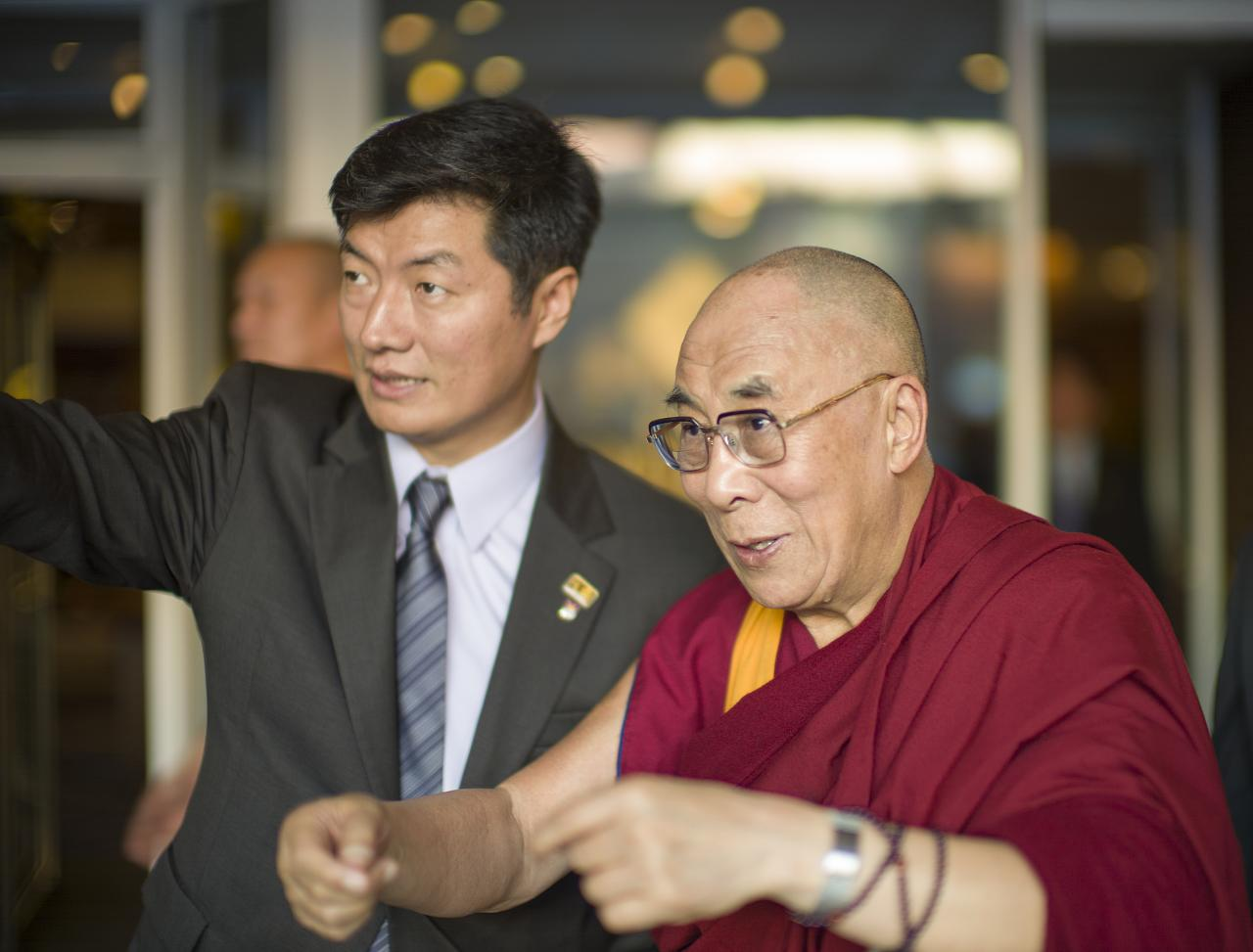
首相のロブサン・センゲとダライ・ラマ14世（2012年10月15日）

- - 2012年までの亡命政府の政治的責任者の称号は「主席大臣（カロン・ティパ）」であったが、2012年9月20日に「政治最高指導者（シキョン）」と改められた。
  - 主席大臣の前任者
    - ロブサン・センゲ（在任：2011年 - 2021年）
    - サムドン・リンポチェ5世ロブサン・テンジン（在任：2001年8月20日 - 2011年8月8日）

#### 内閣の下の諸省
（大臣名は2021年5月27日組閣のぺンパ・ツェリン内閣）
- 宗教・文化省：チベットの宗教的、文化的遺産を保存し発展させることを目的とし、亡命社会のチベット仏教僧院・尼僧院を支援、下記の施設を管理する。
  - 宗教・文化省大臣：カルマ・ゲルク・ユトク（元保安大臣、男性）
  - ロブサン・センゲ内閣（2011年9月16日組閣）の宗教・文化省大臣：ペマ・チュジョル（元保安大臣、男性）
    - チベット舞台芸術研究所（ダラムサラ）
    - チベット・ハウス（所在地：ニューデリー）
    - チベット文献図書館（ダラムサラ）
    - 高等チベット学中央研究所 （ヴァラナシのサールナート）
    - チベット文化ノルブリンカ協会（ダラムサラ近郊のシドプール）
- 内務省：亡命チベット人入植地支援を主な目的とする。
  - 内務省大臣：ソナムトップギャル・コラツァン
  - ロブサン・センゲ内閣（2011年9月16日組閣）の内務省大臣：ギャリ・ドルマ（前亡命チベット代表者会議副議長、女性）
- 財務省：亡命政府の活動基金を集めるために、各地で25個の企業体を運営し、献金を集める。また亡命政府の年間予算計画を立てている。
  - 財務省大臣：カルマ・イシェ
  - ロブサン・センゲ内閣（2011年9月16日組閣）の財務省大臣：ツェリン・ドゥンドゥップ（留任、男性）

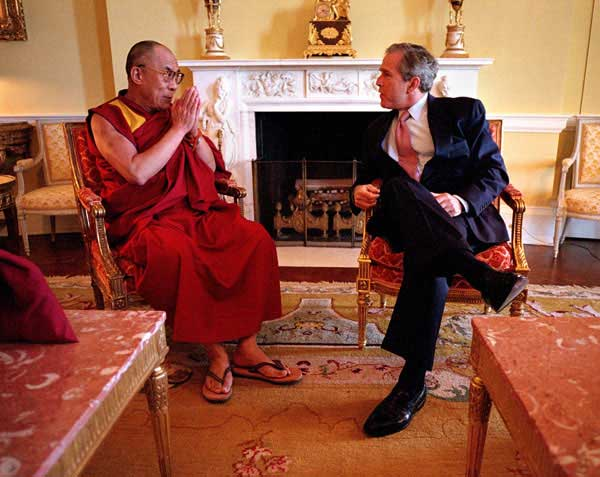
ダライ・ラマ14世とアメリカのジョージ・ブッシュ大統領

- 教育省：インド、ネパールおよびブータンにある84ヵ所の学校を管理し、30,000人の児童を受け入れている。
  - 教育省大臣：ペマ・ヤンチェン
  - ロブサン・センゲ内閣（2011年9月16日組閣）の教育省大臣：ロブサン・センゲ首相兼任
- 保安省（公安省）：ダライ・ラマ法王の安全確保及び占領下のチベットでの開発事業を監視する調査を主な任務とする。
  - 保安省（公安省）大臣：パクパ・ツェリン
  - ロブサン・センゲ内閣（2011年9月16日組閣）の保安省大臣：ドンチュン・ンゴドゥップ（留任、男性）
- 情報・国際関係省（外務省）：対外的な宣伝を目的とする
  - 情報・国際関係省（外務省）大臣：ロブサン・センゲ（前首相）
  - ロブサン・センゲ内閣（2011年9月16日組閣）の情報・国際関係省（外務省）大臣：デキ・チュヤン（北米地区選出亡命チベット代表者会議議員・モントリオール大学病院センター建設計画コミュニティー連絡部長、女性）
- 保健省：チベット人亡命者会で61ヵ所の基本健康管理センターと6ヵ所の委託病院を管理し、チベット医学・暦法研究所の運営を支援する。
  - 保健省大臣：チョキョン・ワンチュク
  - ロブサン・センゲ内閣（2011年9月16日組閣）の保健省大臣：ツェリン・ワンチュク（チョゼ・カンサル慈善病院医師、男性）

#### 立法機関
亡命チベット代表者会議または国民会議とも呼ばれる。亡命社会に所属する有権者による民主的な選挙によって選出された議員によって組織された議会。祖国復帰後は、国会となることを想定。

#### 司法機関
司法機関として、亡命チベット最高司法委員会が設置されている。判事はダライ・ラマによる指名。ただし、亡命政権という性格上、刑事犯罪については亡命先の国家（たとえばインド）の法が適用され、その国家の司法権に従うことが当然である。従って、亡命チベット最高司法委員会は、亡命チベット人同士の民事上の紛争を（もちろん、亡命先の国家の法に従った上で）調停することに主眼をおいている。

### 外交

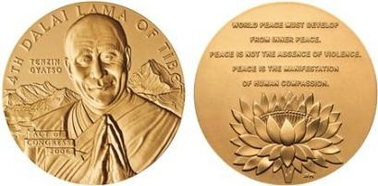
ノーベル平和賞のメダル

亡命政府の情報・国際関係省はニューデリー、ジュネーヴ、ニューヨーク、東京、ロンドン、カトマンドゥ、ブダペスト、モスクワ、パリ、キャンベラ、プレトリア、台北に代表事務所を設置している。東京の代表事務所は、ダライ・ラマ法王日本代表部事務所を名乗っている。台北には、ダライラマ初訪台の半年後に当たる1997年9月にダライ・ラマ法王チベット宗教基金会が設置された。
チベットの実権を掌握する中華人民共和国に対する配慮から、亡命政府を外交的に承認する国はないが、欧米の主要国や中華民国などの指導層には亡命政府の主張の賛同者も多い。ダライ・ラマ14世は1989年にノーベル平和賞を受賞している。

## 領土的もしくは領域上の主張
独立チベット、もしくは「中国の主権下の"自治チベット"」の領域として主張されている国土は、基本的に、チベット人が伝統的にチベットの国土だとみなしていた領域の全域に相当し、「ウー・ツァン」、「カム」、「アムド」の「三州」から構成されている。
中国による行政区画と対照すると、「ウー・ツァン」はチャムド市を除く西蔵自治区のほぼ全域、アムド地方は玉樹地方を除く青海省のほぼ全域および四川省のアバ州、カム地方は四川省のカンゼ州・西蔵自治区のチャムド市・雲南省のデチェン州および青海省の玉樹地方などに相当する。

## 中国側の対応

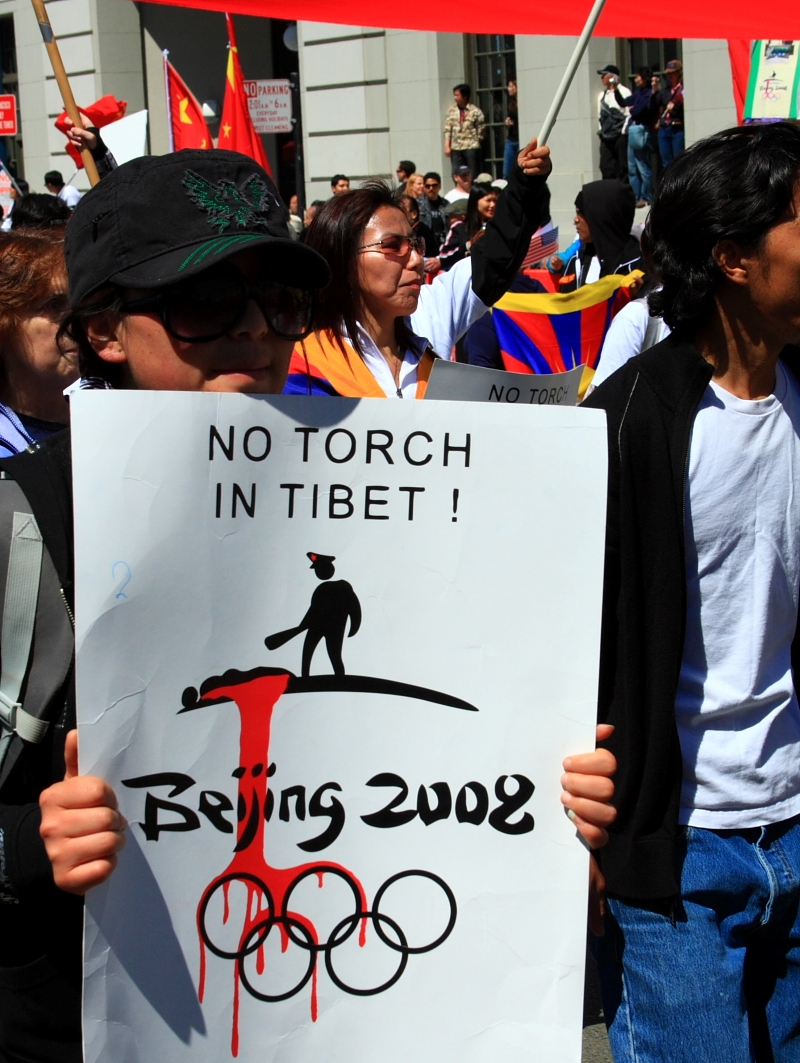
世界各地で開催されている抗議デモ

中華人民共和国側はもちろん、政権としてのチベット亡命政府を認めておらず、中国の新聞もチベット亡命政府を「反中国勢力」「国家分裂勢力」などとして敵視する報道を繰り返している。
たとえば、2009年1月9日付けの中国紙『環球時報』は、ムンバイで起きた同時多発テロ後のインド安全会議においてヒマーチャル・プラデーシュ州首相が、チベット亡命政府が置かれている同地区では現在10万人を超えるチベット亡命者が治安を悪化させる最大の要因となっていると指摘し、またインドの学者達が「（チベット亡命政府を）早急に追い出さなければインド政府は自らの足の上に大きな石を落とすことになる」としている、という報道を行った。